# Pteris oligophylla
Pteris oligophylla là một loài dương xỉ trong họ Pteridaceae. Loài này được Viv. mô tả khoa học đầu tiên năm 1804.
Danh pháp khoa học của loài này chưa được làm sáng tỏ. 